# Гребёнка (Червенский район)
Гребёнка (бел. Грабёнка) — деревня в Червенском районе Минской области. Входит в состав Валевачского сельсовета.

## Географическое положение
Находится примерно в 20 км к северо-западу от райцентра и в 53 км от Минска, в 28 километрах от железнодорожной станции Смолевичи, на реке Гать.

## Археология
В 200 метрах к северо-востоку от деревни обнаружено городище железного века.

## История
Населённый пункт известен с середины XVIII века, когда являлся собственностью церкви и входил в состав Минского повета Минского воеводства ВКЛ. В результате II раздела Речи Посполитой 1793 года вошёл в состав Российской Империи. В том же году указом Екатерины II Гребёнка была подарена майору Фоку. На 1795 год здесь был 21 двор, работала церковь. В 1799 году церковь сгорела, однако год спустя была восстановлена. На 1800 год село в составе Игуменского уезда Минской губернии, принадлежавшее казне, здесь насчитывалось 20 дворов, проживали 199 человек, имелись деревянная униатская церковь Святого Николая, восстановленная после пожара, плебания, корчма, деревянный панский дом с садом. В 1848 (по другим данным — в 1854) году на средства церкви и прихожан на месте униатской церкви построена новая Михайловская православная церковь. В 1863 году открыто земское народное училище, где на 1867 год обучались 58 учеников (52 мальчика и 6 девочек). На 1866 год в селе работали церковь и водяная мельница, насчитывалось 42 двора. В начале 1880-х Гребёнка была центром Гребёнской волости, здесь было 24 двора, проживали 270 человек, функционировали волостное правление, православная церковь, земское народное училище. Согласно переписи населения Российской империи 1897 года в Гребёнке было 78 дворов, проживали 493 человек, функционировали православная церковь, хлебозапасный магазин, земское народное училище, водяная мельница на реке Гать. Вблизи деревни располагался одноименный фольварок, где было 4 жителя. На начало XX века в Гребёнке насчитывалось 103 двора и 643 жителя. На 1902 год в народном училище было 69 учеников (58 мальчиков и 11 девочек), при училище работала небольшая библиотека, имелся местный хор. Однако в связи с бедностью многие из учеников посещали училище нерегулярно. Во время революции 1905—1907 годов на территории волости происходили крестьянские волнения. В 1916 году открыто Гребёнское почтовое отделение и сберкасса при нём. На 1917 год в селе 86 дворов, где жили 627 человек. С февраля по декабрь 1918 года деревня была оккупирована немцами, с августа 1919 по июль 1920 — поляками. В период Гражданской войны 1918—1922 годов здесь действовал волостной революционный комитет, в окрестностях деревни базировался партизанский отряд, возглавляемый И. Жданко. После Октябрьской революции 1917 года народное училище реорганизовано в рабочую школу 1-й ступени, где на 1922 год обучались 53 ученика, работала библиотека. В Гребёнке также функционировал пункт ликвидации безграмотности среди взрослых. В 1924 году начал работу медицинский пункт. 20 августа 1924 года село стало центром вновь образованного Гребёнского сельсовета Червенского района Минского округа (с 20 февраля 1938 — Минской области). Согласно Переписи населения СССР 1926 года здесь было 114 дворов, проживали 672 человека. В 1929 году в Гребёнке организован колхоз «Октябрь», на 1932 год в его состав входили 64 крестьянских хозяйства, работали паровая мельница и кузница. С 1938 года деревня. В период Великой Отечественной войны деревня была оккупирована немцами в конце июня 1941 года. Здесь развернулись активные бои, погибшие партизаны были похоронены в двух братских могилах, 41 житель деревни погиб на фронте. Освобождена в начале июля 1944 года. 16 июля 1954 года Гребёнский сельсовет был упразднён, и деревня вошла в состав в Валевачского сельсовета. На 1960 год в деревне 647 жителей. В 1966 году в состав Гребёнки была включена соседняя деревня Гричино. В 1967 году на одной из партизанских братских могил установлен поставлена стела, в 1970 году установлен памятник-обелиск в память о погибших на фронте сельчанах, в 1976 году — обелиск на второй братской могиле. В 1980-е деревня была центром совхоза «Искра» (бел. Светач). По итогам переписи населения Белоруссии 1997 года в деревне насчитывалось 234 дома и 632 жителя, в этот период здесь работали мастерские по ремонту сельскохозяйственной техники, магазин, приёмный пункт бытового обслуживания населения, средняя школа, детские ясли-сад, Дом культуры, библиотека, аптека, баня, отделение связи, сберкасса, столовая. На 2013 год 188 круглогодично жилых домов, 496 жителей.

## Производство
В настоящее время на базе бывшего совхоза «Искра» работает филиал ОАО «Минскжелезобетон» — «Агрострой».

## Инфраструктура
На 2013 год в деревне функционируют детские ясли-сад—средняя школа, Дом культуры, библиотека, отделение связи, врачебная амбулатория, магазин.

## Население
- 1800 — 20 дворов, 199 жителей
- 1866 — 42 двора
- 1880-е — 24 двора, 270 жителей
- 1897 — 79 дворов, 497 жителей (деревня + фольварок)
- начало XX века — 103 двора, 643 жителя
- 1917 — 86 дворов, 627 жителей
- 1926 — 114 дворов, 672 жителя
- 1960 — 647 жителей
- 1997 — 234 двора, 632 жителя
- 2013 — 188 дворов, 496 жителей